# フーリエ変換赤外分光法
フーリエ変換赤外分光法（フーリエへんかんせきがいぶんこうほう、Fourier Transform Infrared Spectroscopy、 略称FT-IR）とは、測定対象の物質に赤外線を照射し、赤外線吸収スペクトルを利用して化合物を定性・定量する赤外分光法の一種であり、レーザ光による波数モニタ・移動鏡を有する干渉計・コンピュータによる電算処理部を有する1970年代に発展を遂げた分析方法である。対象物の分子構造や状態を知るために使用される。
FTIR分光計は広いスペクトル領域に渡って高いスペクトル分解能データを同時に集める 。これによって、一度に狭い波長範囲に渡って強度を測定する分散型分光計に対する大きな優位性がもたらされる。
「フーリエ変換赤外分光法」という用語は、生データを実際のスペクトルへと変換するためにフーリエ変換が必要であることから来ている（フーリエ変換分光法を参照のこと）。

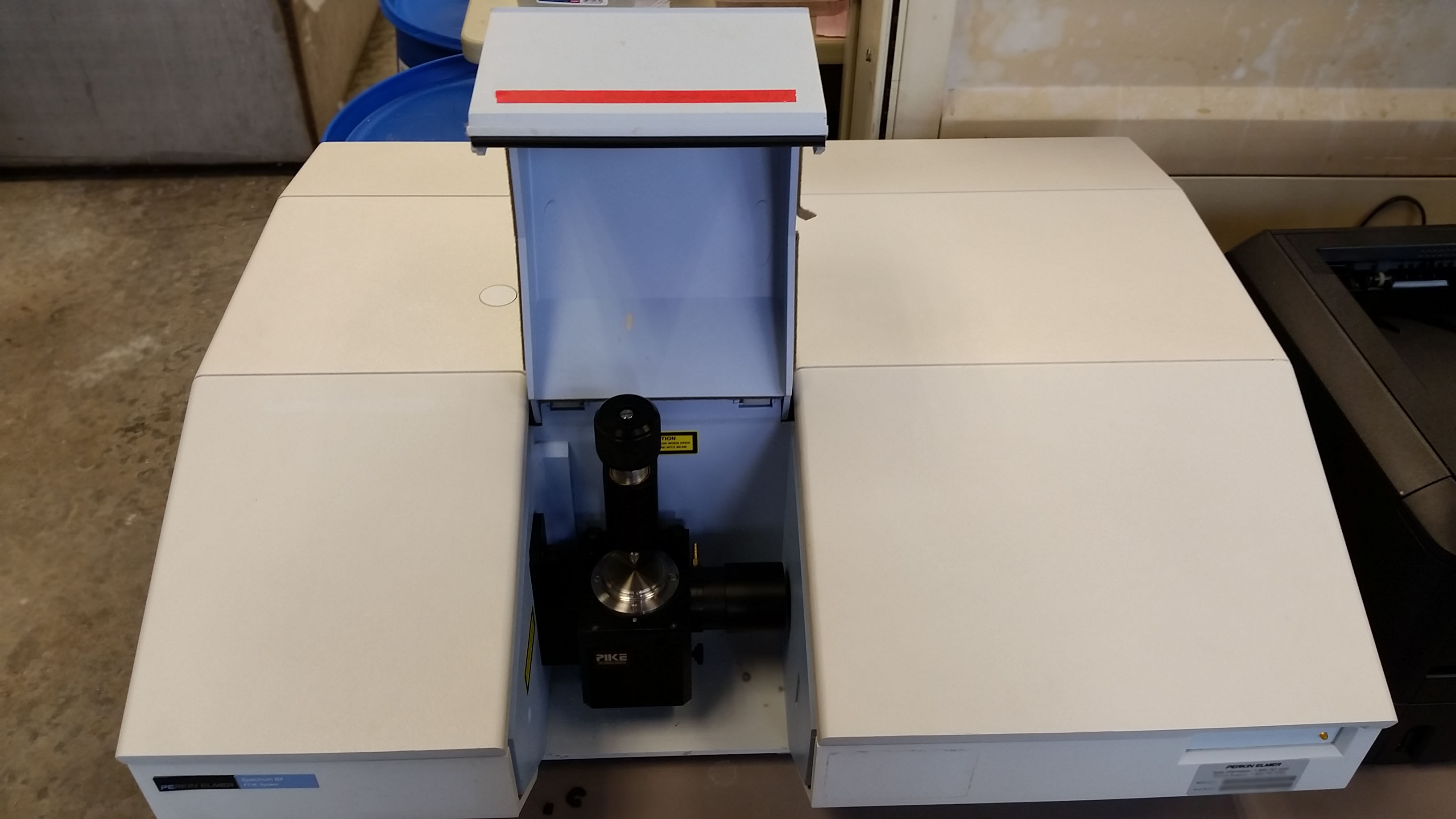
減衰全反射（ATR）測定用付属品を備えたFTIR分光計。

## 概要
赤外線の吸収スペクトルは分子の振動に関係していて分子の運動エネルギーに相当するエネルギーが吸収され、特に赤外線の領域で吸収ピークが現れるものの、全て分子が赤外線を吸収するわけではなく、分子が双極子モーメントを持つことが条件となる。これを「赤外に対して活性がある」といい、照射した赤外線よりも物質を透過した赤外線は減衰していてこの差分が対象分子の振動・回転の励起に費やされたエネルギーになる。
分子の振動の挙動は原子の大きさや種類で異なるため、赤外吸収スペクトルも化合物毎に固有なものになるのでFT-IR分光法で赤外吸収を調べることで以下の用途に使用される。
- 分子、イオン、結晶の構造、分配、反応の研究
- 分子の励起状態、反応中間体の研究
- 定性分析、物質の同定
- 定量分析
- 反応プロセスのモニタリング